# Malchow, Berlin
För den angränsande stadsdelen i stadsdelsområdet Pankow, se Stadtrandsiedlung Malchow.
Malchow [ˈmalçoː] är en stadsdel i norra Berlin, belägen i stadsdelsområdet Lichtenberg. Stadsdelen är Berlins minsta till invånarantalet och hade 560 invånare i december 2014.

## Geografi
Stadsdelen består till större delen av det som tidigare var byn Malchow, orienterad omkring den nord-sydliga bygatan. Stadsdelen avgränsas i nordost av järnvägen Berliner Aussenring. Angränsande stadsdelar är Stadtrandsiedlung Malchow i väst, Wartenberg i nordost och Neu-Hohenschönhausen i sydost.

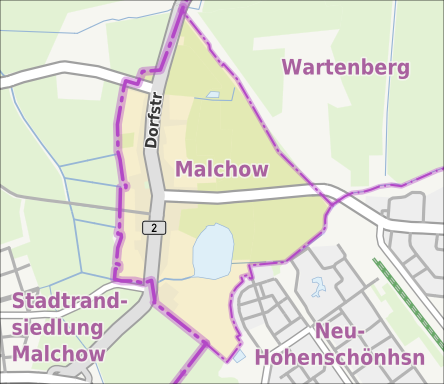
Karta över stadsdelen.

## Kultur och sevärdheter
- Bykyrkan från 1200-talet förstördes under andra världskriget och återuppbyggdes aldrig. I ruinen finns idag en minnesplats.
- På Dorfstrasse 9 ligger byns herrgård. Godset Malchow ägdes av den preussiske ministern Paul von Fuchs mellan 1682 och 1705, som under denna tid lät bygga ut herrgården i barockstil. Godset köptes av kung Fredrik I av Preussen 1705 och därefter av markgreven Kristian Ludvig av Brandenburg-Schwedt 1713. Fram till 1815 var godset en kungsgård, innan det såldes. Herrgården fick sitt nuvarande klassicistiska utseende 1865-1866. Mellan 1951 och 2004 användes byggnaden av Humboldtuniversitetets fakultet för lantbruk och trädgårdsodling. Endast mindre spår av barockträdgården väster om herrgården finns idag kvar.
- Godsarbetarhus från slutet av 1800-talet.

## Gator och kommunikationer
Huvudgatan genom stadsdelen, Dorfstrasse, utgör en del av Bundesstrasse 2.